# Calvarius rapidus
Calvarius rapidus és una espècie extinta de dinosaure iguanodont que visqué a Europa al crepuscle del Cretaci superior i, per tant, del Mesozoic. Se n'han trobat restes fòssils al jaciment de Masia de Ramon, al Pallars Jussà. Es tracta de l'única espècie reconeguda del gènere Calvarius. Fou un dels últims dinosaures no aviaris, car existí en els últims 100.000 anys abans de l'extinció del Cretaci-Paleogen. En aquell temps, el territori que avui en dia forma els Pirineus pertanyia a un arxipèlag de clima gairebé tropical.
Fou descrit a partir d'un metatars aïllat. El nom genèric Calvarius té un doble sentit, atès que es refereix d'una banda al Serrat del Calvari, situat a la vora del jaciment, i de l'altra al calvari que fou l'extinció del Cretaci-Paleogen. El nom específic rapidus significa 'ràpid' en llatí i reflecteix el probable estil de vida corredor d'aquest dinosaure.